# Сонячні години
Сонячні години — це кліматологічний показник, що вимірює тривалість сонячного сяйва за певний період (зазвичай, день або рік) для певного місця на Землі, зазвичай виражений як усереднене значення за кілька років. Це загальний показник хмарності місцевості.
Тривалість сонячного сяйва зазвичай виражається в годинах на рік або в середніх годинах на добу. Перший показник вказує на загальну сонячність місцевості порівняно з іншими місцями, тоді як другий дозволяє порівнювати сонячну освітленість у різні пори року в одному й тому ж місці.  Ще одним часто використовуваним показником є відсоткове співвідношення зареєстрованої тривалості яскравого сонячного сяйва та тривалості світлового дня за спостережуваний період.
Важливим використанням даних про тривалість сонячного сяйва є характеристика клімату місць, особливо курортів. Також ці дані можуть враховуватися задля дослідження психологічного впливу сильного сонячного світла на самопочуття людини. Сонячні години часто використовують для просування туристичних напрямків. 

## Тривалість дня

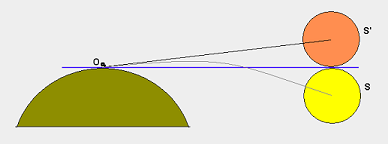
Діаграма, що показує зміщення проєкції Сонця на світанку та на заході сонця

Якби Сонце перебувало над горизонтом 50% часу протягом стандартного року, що складається з 8760 годин, то видима максимальна тривалість дня для будь-якої точки на Землі становила б 4380 годин. Однак, є фізичні та астрономічні ефекти, які змінюють цю картину. А саме, атмосферна рефракція дозволяє Сонцю залишатися видимим навіть тоді, коли воно фізично заходить за обрій. З цієї причини середній день (без урахування впливу хмар) найдовший у полярних районах, де видиме Сонце проводить найбільше часу навколо горизонту. Місця на Північному полярному колі мають найдовший загальний річний день — 4647 годин, тоді як на Північному полюсі — 4575 годин. Через еліптичну природу земної орбіти південна півкуля не є симетричною: Південне полярне коло з 4530 годинами світлового дня отримує на п'ять сонячних днів менше, ніж його антиподи. Загальна тривалість світлового дня на екваторі становить 4422 години на рік. 

## Визначення та вимірювання
Враховуючи теоретичний максимум тривалості денного світла для певного місця, існує також практичний аспект, коли кількість денного світла є достатньою для того, щоб вважатися «сонячною годиною». «Яскраві» сонячні години представляють собою загальну кількість годин, коли сонячне світло сильніше за заданий поріг, на відміну від лише «видимих» годин. «Видимі» сонячні години, наприклад, тривають приблизно під час сходу та заходу сонця, але сонячне світло недостатньо сильне, щоб збудити стандартизований датчик. Вимірювання проводяться за допомогою приладів, які називаються геліографами. Для конкретної мети запису тривалості сонячного сяйва використовуються геліографи Кемпбелла-Стокса, які використовують сферичну скляну лінзу для фокусування сонячних променів на спеціально розробленій стрічці. Коли інтенсивність перевищує заданий поріг, стрічка згорає. Загальна довжина сліду горіння пропорційна кількості яскравих годин.  Новітні електронні геліографи мають стабільнішу чутливість, ніж паперові стрічки.
Для гармонізації даних, виміряних у всьому світі, у 1962 році Всесвітня метеорологічна організація (ВМО) визначила стандартизовану конструкцію геліографа Кемпбелла-Стокса, який отримав назву Тимчасовий опорний реєстратор сонячного випромінювання (IRSR).  У 2003 році тривалість сонячного сяйва була остаточно визначена як період, протягом якого пряма сонячна радіація перевищує порогове значення 120 Вт/ м² . 

## Географічний розподіл
Тривалість сонячного сяйва відповідає загальній географічній закономірності: субтропічні широти мають найвищі значення сонячного сяйва, оскільки тут розташовані східні сторони субтропічних систем високого тиску, пов'язаних з масштабним опусканням повітря з верхніх шарів тропопаузи. Багато найсухіших кліматичних зон світу розташовані поруч зі східними схилами субтропічних максимумів, що створює стабільні атмосферні умови, незначне конвективне перекидання, а також незначну вологість і хмарність. Пустельні регіони з майже постійним високим тиском у висоті та рідкісною конденсацією — такі як Північна Африка, Південний Захід Сполучених Штатів, Західна Австралія та південна частина Близького Сходу — є прикладами спекотного, сонячного, сухого клімату з дуже високими значеннями тривалості сонячного сяйва.
Двома основними районами з найвищою тривалістю сонячних годин, що вимірюється як середньорічна величина, є центральна та східна частини пустелі Сахара, що охоплюють величезні, переважно пустельні країни, такі як Єгипет, Судан, Лівія, Чад та Нігер, а також південно-західна частина Сполучених Штатів (Аризона, Каліфорнія, Невада). Місто, яке офіційно претендує на звання найсонячнішого у світі, — це Юма, штат Аризона, з понад 4000 годин (близько 91% світлового дня) яскравого сонячного світла щорічно, але багато кліматологічних книг припускають, що в Північній Африці можуть бути більш сонячні райони.[джерело?] У поясі, що охоплює північний Чад і гори Тібесті, північний Судан, південну Лівію та Верхній Єгипет, річна тривалість сонячних годин оцінюється в понад 4000 годин. Також існує менша, ізольована область максимуму сонячного сяйва в самому серці західної частини пустелі Сахара навколо масиву Еглаб та Ерг-Шеш, вздовж кордонів Алжиру, Мавританії та Малі, де також перевищено позначку в 4000 годин.  Деякі місця у внутрішній частині Аравійського півострова отримують 3600–3800 яскравих сонячних годин щорічно. Найбільший сонячний регіон у світі (понад 3000 годин сонячного сяйва на рік) – це Північна Африка. Найсонячнішим місяцем у світі є грудень у Східній Антарктиді, з майже 23 годинами яскравого сонця щодня. 